# Colquiri
Colquiri ist eine Kleinstadt im Departamento La Paz im südamerikanischen Andenstaat Bolivien.

## Lage im Nahraum
Colquiri liegt in der Provinz Inquisivi und ist zentraler Ort im Cantón Colquiri im Municipio Colquiri. Die Ortschaft liegt auf einer Höhe von 4303 m zwischen den Gebirgstälern der südlichen Serranía de Sicasica nahe dem See Laguna Bornuni.

## Geographie
Colquiri liegt zwischen dem bolivianischen Altiplano im Westen und dem Amazonas-Tiefland im Osten. Die Region weist ein ausgeprägtes Tageszeitenklima auf, bei dem die mittleren Temperaturschwankungen im Tagesverlauf deutlicher ausfallen als im Jahresverlauf.
Die Jahresdurchschnittstemperatur der Region Colquiri liegt bei 7 °C (siehe Klimadiagramm Colquiri), die mittleren Monatswerte schwanken nur unwesentlich zwischen 3 °C im Juni und Juli und 9 °C von November bis Februar. Der Jahresniederschlag beträgt 500 mm, die Monatsniederschläge liegen zwischen unter 10 mm in der Trockenzeit von Mai bis August und 100 bis 120 mm im Januar und Februar.
In den Zinnlagerstätten von Colquiri wird u. a. das seltene Colquiriit gefunden, ein Fluorid-Mineral, das in Vergesellschaftung mit Zinkblende und Pyrit auftritt.

## Verkehrsnetz
Colquiri liegt in einer Entfernung von 226 Straßenkilometern südöstlich von La Paz, der Hauptstadt des Departamentos.
An La Paz vorbei führt die asphaltierte Nationalstraße Ruta 1, die vom Titicacasee aus in südöstlicher Richtung über Caracollo und die Departamento-Hauptstädte Oruro, Potosí und Tarija bis nach Bermejo an der argentinischen Grenze führt. Colquiri ist mit der Ruta 1 über die unbefestigte Nationalstraße Ruta 44 verbunden, die 42 Kilometer in südwestlicher Richtung von Colquiri nach Caracollo führt.

## Bevölkerung
Bedingt durch die Produktionszahlen des Zinn-Bergbaus in der Region ist die Einwohnerzahl der Kleinstadt Colquiri in den vergangenen beiden Jahrzehnten starken Schwankungen unterworfen gewesen:
| Jahr | Einwohner | Quelle       |
| ---- | --------- | ------------ |
| 1992 | 5696      | Volkszählung |
| 2001 | 4004      | Volkszählung |
| 2012 | 5935      | Volkszählung |
| 2024 |           | Volkszählung |

Die Bevölkerung der Region gehört vor allem dem indigenen Volk der Aymara an, 82,9 Prozent der Einwohner des Municipio Colquiri sprechen Aymara.